# Jan Wagenaar

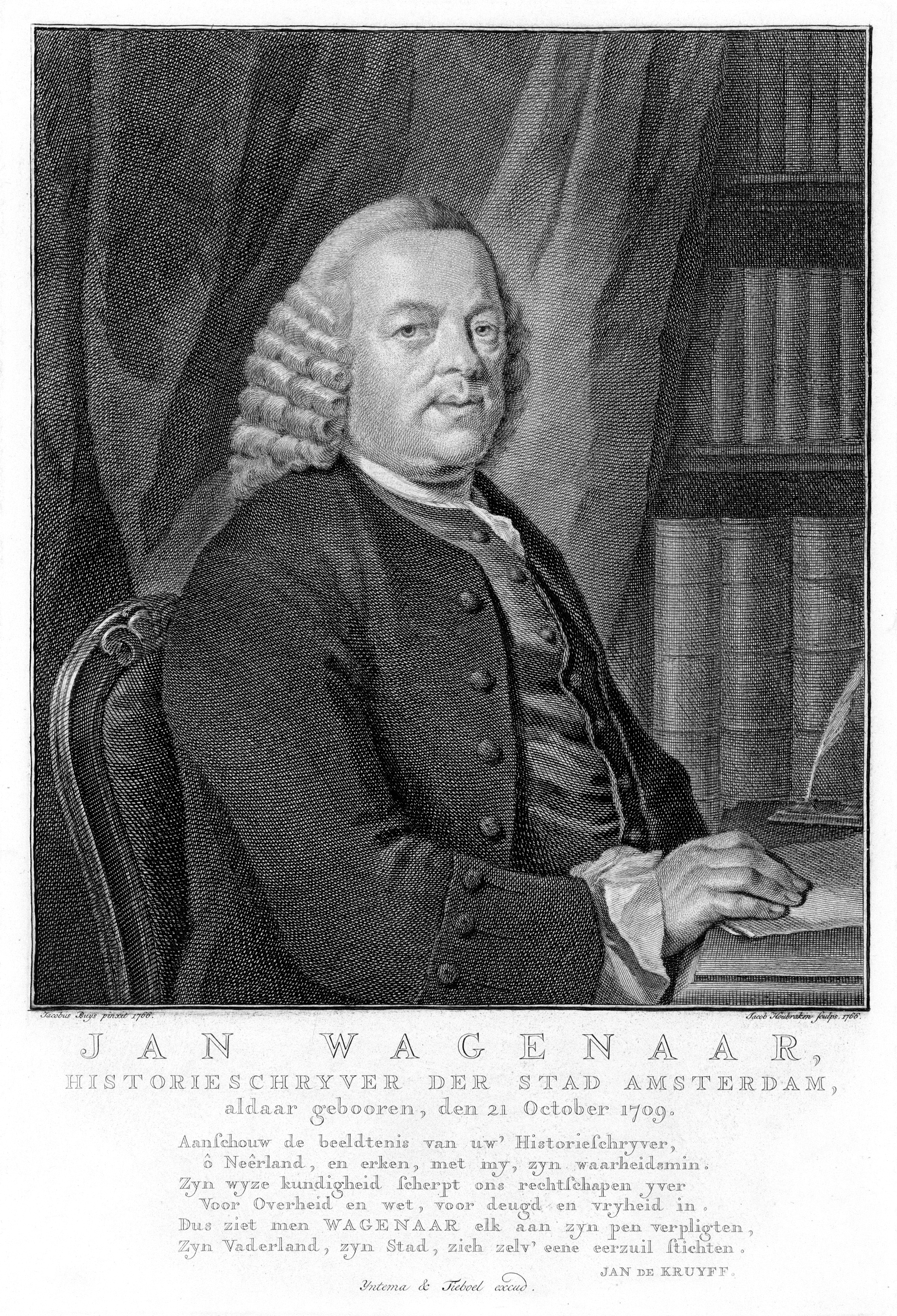
Jan Wagenaar, porträtterad av Jacobus Buys, 1766.

Jan Wagenaar, född den 25 oktober 1709 i Amsterdam, död där den 1 mars 1773, var en nederländsk historiker.
Wagenaar var en tid affärsman, men arbetade senare vid stadskansliet i sin hemstad. Han skrev bland annat De vaderlandsche historie vervattende de geschiedenissen der vereenigde Nederlanden (21 band, 1749–1760; av de 5 första banden utkom 3:e upplagan 1770), omfattande tiden till och med 1751 och fortsatt av andra (en fortsättning, omfattande tiden 1752–1787, 17 delar, 1781 och följande; en annan för tiden 1752–1774, 3 delar, 1789 och följande, och en tredje, omfattande tiden 1775–1802, 48 delar, 1786–1810). Sedan 1758 Amsterdams historiograf, författade Wagenaar en historia över nämnda stad: Amsterdam in zijne opkomst, aanwas, geschiedenissen, voorregten, koophandel et cetera (3 delar, 1760–1767).